# Сеятель Северный
Се́ятель Се́верный — посёлок в Сальском районе Ростовской области России, входит в Гигантовское сельское поселение.

## География

### Улицы
| - ул. Октябрьская, - ул. Первомайская, - ул. Победы, - ул. Пожарная, - ул. Пришкольная, | - ул. Садовая, - ул. Спортивная, - ул. Школьная, - пер. Садовый. |

## История
Образован в 1922 году после призыва В. И. Ленина создавать сельскохозяйственные коммуны. Это — третья коммуна в России и первая на юге России после призыва В. И. Ленина.
Образован усилиями эмигрантов из США, Финляндии, а также российских граждан. Подавляющее большинство основателей (около 70 %) были из США, г. Сиэтл, в честь чего коммуна получила созвучное название «Сеятель».
В 1942 году поселок был оккупирован немцами. К этому времени из поселка не был вывезен скот, зерно и др. Почти все это фашисты вывезли в Германию, включая весь крупный рогатый скот и лошадей. Собираясь оставаться в селе на зиму, немцы вырубали лесополосы, чтобы заготавливать дрова, одновременно получая возможность просматривать местность.
В поселке в это время остались старики, женщины, дети. Мужчины ушли на фронт.
В окрестностях поселка на месте кирпичного завода немцы создали пересыльный лагерь военнопленных. Часть попавших туда солдат пыталась бежать, часть была переправлена в поселок Целина Ростовской области, где их немцы сожгли в железнодорожных вагонах. Местные жители хоронили убитых солдат без обозначения места захоронения. После войны останки неизвестных солдат перевезли в поселок Гигант и захоронили в братской могиле.
В 1943 году при наступлении советских войск на Южном фронте немцы оставили поселок Сеятель. Подразделения 152-й и 156-й стрелковых бригад вошли в город Сальск 22 января 1943 года, к концу дня был освобожден и колхоз имени Сталина (Сеятель) — последний из населенных пунктов в Сальском районе.

## Население
| 2010 |
| ---- |
| 1218 |

## Достопримечательности
- Памятник воинам, погибшим в годы Великой Отечественной войны, и братская могила. Памятник установлен в центре поселка и представляет собой железобетонную стелу высотой 8 м. На задней стороне стелы выполнен барельеф, изображающий женщину и солдата, являющимися символами защитников Родины и тружениц тыла. Впереди стелы написаны имена 83 односельчан, погибших в годы Великой Отечественной войны. Около стелы установлен барельеф солдата в каске. Памятник установлен в 1968 году на месте, где было обнаружено захоронение убитых военнопленных советских воинов. Памятник был отреставрирован к 65-летию Великой Победы[2].